# Chelicorophium villosus
Chelicorophium villosus is een vlokreeftensoort uit de familie van de Corophiidae. De wetenschappelijke naam van de soort is voor het eerst geldig gepubliceerd in 1943 door Carausu.